# Microregione di Sertão de Inhamuns
Sertão de Inhamuns è una microregione dello Stato del Ceará in Brasile, appartenente alla mesoregione di Sertões Cearenses.

## Comuni
Comprende 6 municipi:
- Aiuaba
- Arneiroz
- Catarina
- Parambu
- Saboeiro
- Tauá

| Controllo di autorità | VIAF (EN) 2972150325527210090003 |